# Halydaia aurea
Halydaia aurea är en tvåvingeart som först beskrevs av Egger 1856.  Halydaia aurea ingår i släktet Halydaia och familjen parasitflugor. Inga underarter finns listade i Catalogue of Life.